# Arie den Toom

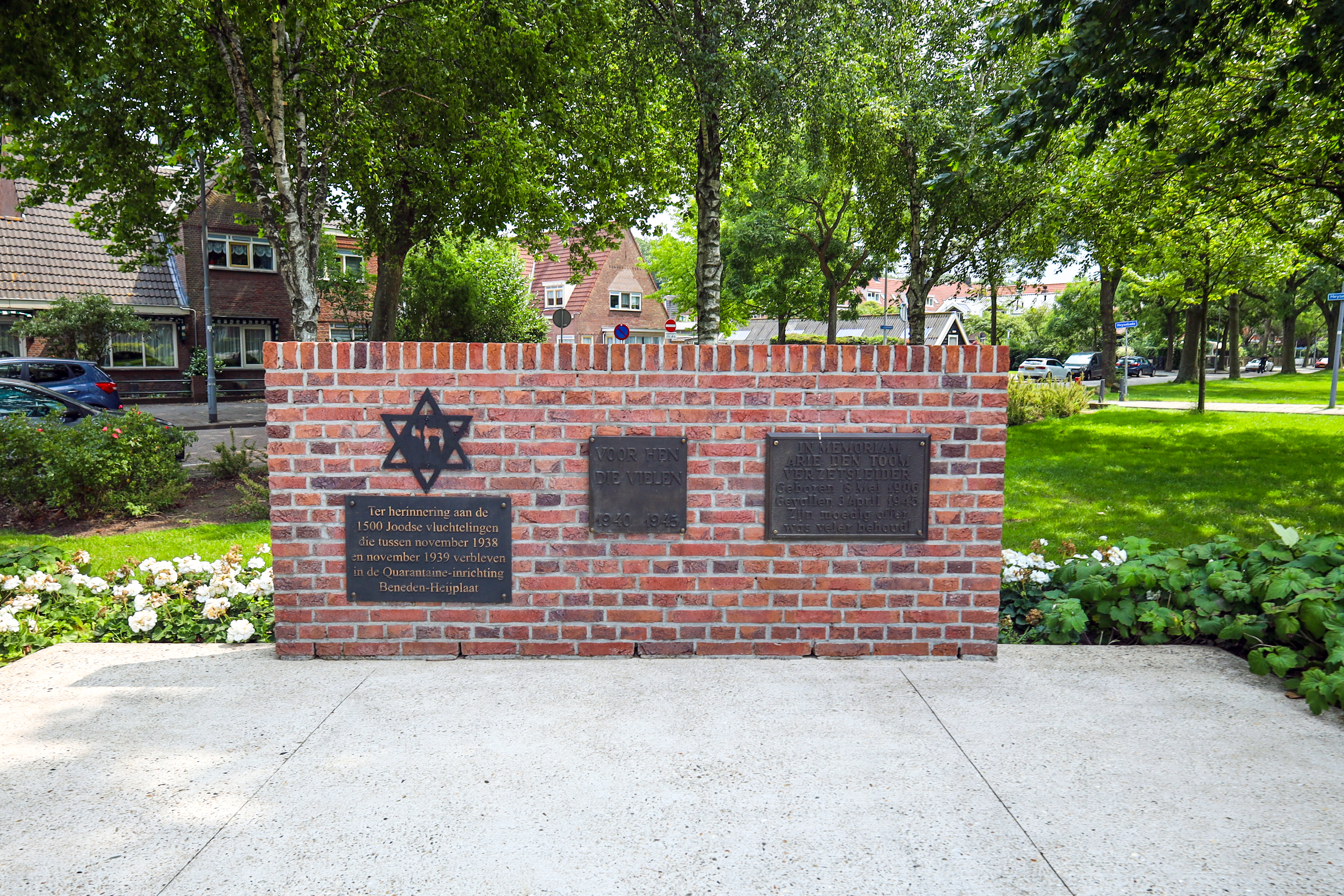
Herdenkingsmonument op Heijplaat met daarop rechts plaquette voor Arie den Toom

Arie den Toom (Nieuwerkerk aan den IJssel, 8 mei 1906 — Rotterdam, 3 april 1945) was een Nederlandse verzetsstrijder in de Tweede Wereldoorlog.Derf
Op 13 maart 1945 werd hij, na verraad, bij een razzia van de SD gearresteerd en op 3 april van dat jaar, een maand voor de bevrijding, op de Lage Oostzeedijk gefusilleerd. Hij werd op 9 april 1945 op begraafplaats Crooswijk begraven. Op 6 augustus 1945 werd den Toom met militaire eer herbegraven op de oude begraafsplaats van Nieuwerkerk aan den IJssel. 
In Rotterdam is een straat naar hem vernoemd, de Arie den Toomweg. 

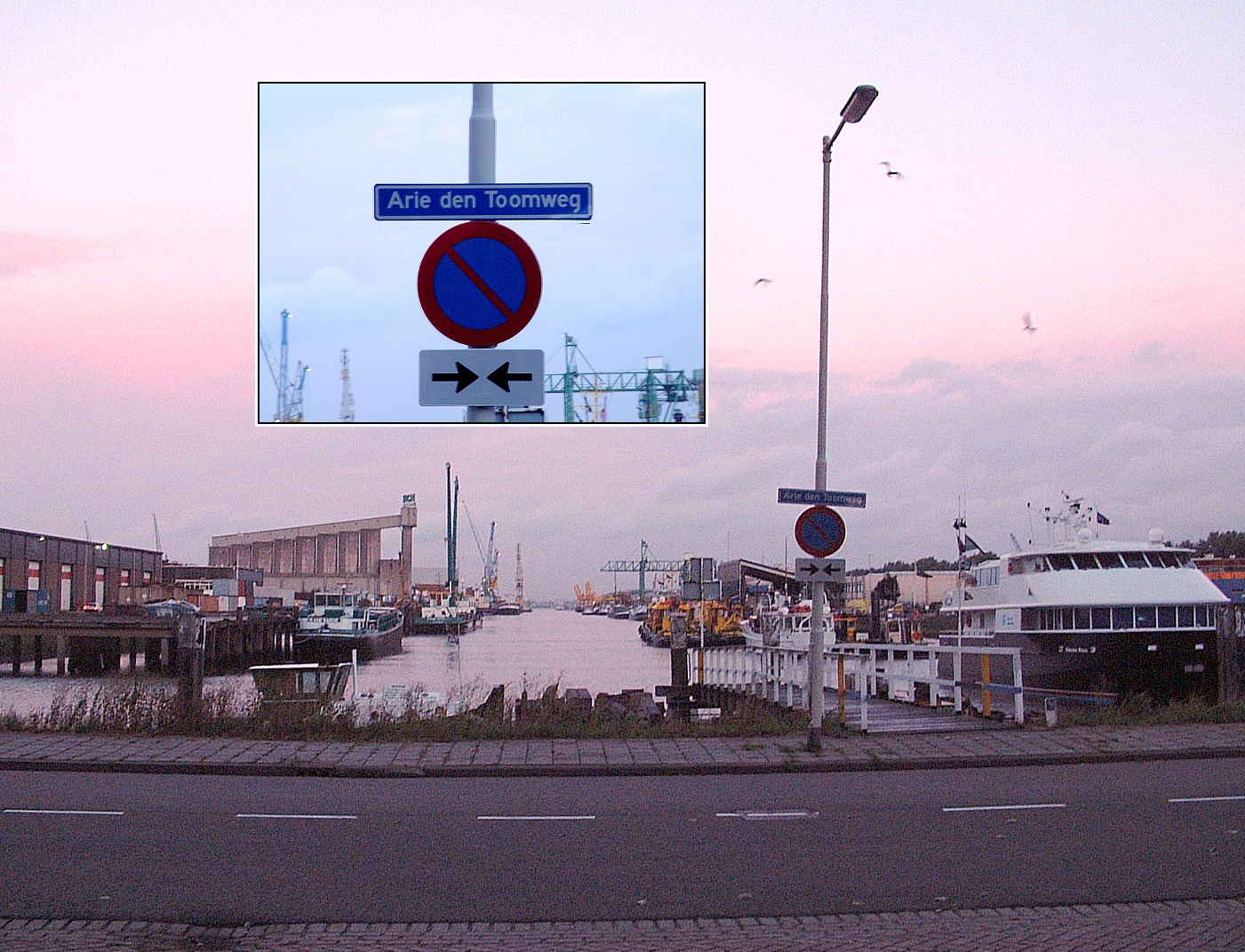
Arie den Toomweg

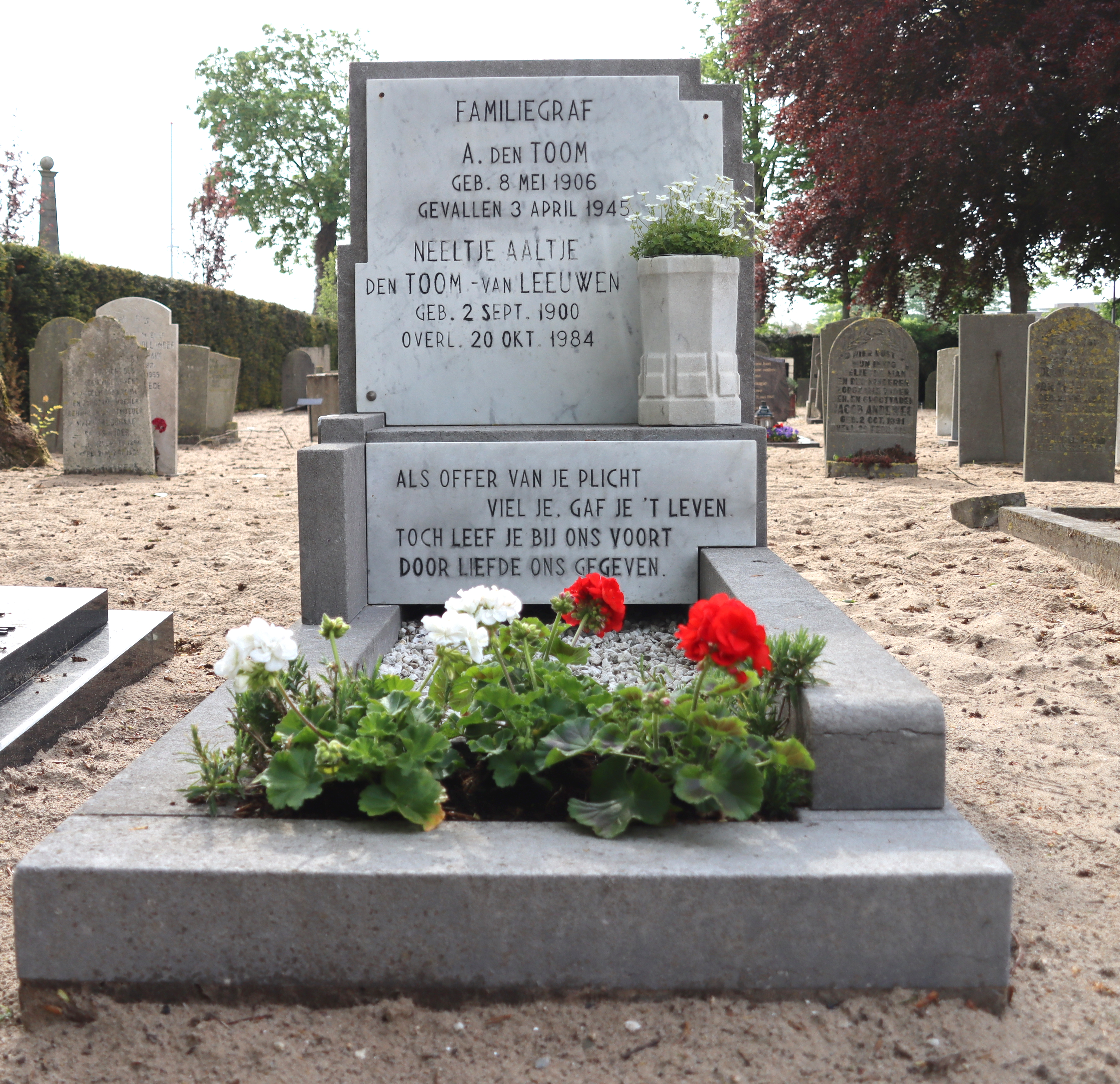
Het graf van verzetsstrijder Arie Den Toom op de oude begraafplaats van Nieuwerkerk aan den IJssel